# Șevcenko, Apostolove
Șevcenko (în ucraineană Шевченко) este un sat în comuna Volodîmîrivka din raionul Apostolove, regiunea Dnipropetrovsk, Ucraina.

## Demografie
Componența lingvistică a localității Șevcenko
     Ucraineană (91,98%)
     Rusă (5,42%)
     Alte limbi (0,95%)
Conform recensământului din 2001, majoritatea populației localității Șevcenko era vorbitoare de ucraineană (91,98%), existând în minoritate și vorbitori de rusă (5,42%).